# Ерік Маккормак
Ерік Джеймс Маккормак (англ. Eric James McCormack ; рід. 18 квітня 1963 , Торонто, Онтаріо, Канада) — канадсько-американський актор.

## Біографія
Народився в Торонто, акторську кар'єру розпочав із виступів у шкільних спектаклях. Закінчивши Університет Раєрсона в 1985 році, Маккормак брав участь у Шекспірівський фестиваль у Стратфорді, де він протягом п'яти років грав у численних п'єсах-постановках.
Протягом більшої частини початку 1990-х Маккормак жив у Лос-Анджелесі та отримував незначні ролі у різноманітних телевізійних проектах. Його дебют у кіно відбувся у 1992 році у фільмі " Загублений світ ". Однак популярність до актора приходить лише наприкінці 1990-х, коли Маккормак отримує головну роль у комедійному серіалі " Вілл і Грейс ", прем'єра якого відбулася у вересні 1998 року. Маккормак виконав роль Вілла Трумана — юриста, а за сумісництвом — відкритого гомосексуала . За хорошу акторську гру Ерік був номінований на п'ять " Золотих глобусів " і отримав премію " Еммі " у 2001 році в категорії " Найкращий актор у комедійному телесеріалі " .
Крім зйомок на телебаченні, Маккормак у 2001 році дебютував на Бродвеї у мюзиклі «The Music Man» . Після заключних серій ситкому «Вілл і Грейс» у 2006 році Маккормак зіграв провідну роль у нью-йоркській постановці «Some Girl(s)» . Він також знявся у міні-серіалі " Штам «Андромеда» " (2008) і відіграв головну роль у драматичному серіалі «Доверься мне» (2009), який було скасовано після першого сезону.
Ерік Джеймс Маккормак народився в Торонто в сім'ї домогосподарки Доріс та фінансового аналітика нафтової компанії Кіта Маккормака . Ерік — старший з трьох братів і сестер, у нього черокське і шотландське коріння . Актор визнає, що у підлітковому віці він був сором'язливий і займався спортом . Маккормак навчався у школі Stephen Leacock Collegiate Institute High School у Скарборо, Онтаріо . Там він грав у різних постановках, серед них: «Годспелл» та «Піпін» . У тому ж Скарборо Ерік Маккормак навчався в Енциклопедичному коледжі сера Джона А. Макдональда разом із Девідом Фернішем . Закінчив він його в 1982 .
Ерік Маккормак пізніше вступив до Університету Райерсона, який залишив у 1985 році, за кілька місяців до його закінчення, щоб взяти участь у Шекспировском фестивале в Стратфорде. Там актор-початківець зіграв у таких постановках, як " Сон у літню ніч ", " Генріх V ", «Вбивство в соборі» і " Три сестри " .

## Кар'єра
Дебют Маккормака відбувся в канадському телевізійному фільмі The Boys from Syracuse (1986) . Переїхавши до Лос-Анджелеса, він у 1992 році отримує одну з головних ролей у пригодницькому фільмі " Загублений світ ", який є адаптацією однойменного роману Артура Конана Дойля . У цьому ж році він знявся в сіквелі — " Повернення в загублений світ " . У 1993 році Маккормак зіграв батька героїнь Мері-Кейт та Ешлі Олсен у фільмі «Страсти-мордасти во второй степени» .

## Особисте життя
Маккормак одружений з Джанет Лі Холден, з якою він познайомився в серпні 1997 року . У них є син, Фінніган Холден Маккормак (нар. 1 липня 2002 в Лос-Анджелесі) . Маккормак має житло як у Лос-Анджелесі, так і у Ванкувері . Він став громадянином США в 1999 і має подвійне громадянство .
Актор бере участь у багатьох благодійних акціях, у тому числі у проекті «Продовольчий ангел» (англ. Project Angel Food) . Ерік Маккормак співав американські та канадські національні гімни на матчі всіх зірок НХЛ у 2004 році в Міннесоті . Актор також є прихильником одностатевих шлюбів ; він взяв участь у марші у Фресно (Каліфорнія) 30 травня 2009 року, але Верховний суд Каліфорнії залишив у силі заборону на одностатеві шлюби, затверджені виборцями у листопаді при голосуванні «Пропозиції 8» . Заборона була скасована лише у червні 2013 року.

## Фільмографія
| Рік       |    | Українська назва                         | Оригінальна назва                   | Роль                                 |
| --------- | -- | ---------------------------------------- | ----------------------------------- | ------------------------------------ |
| 1987      | тф | Багато галасу з нічого                   | Much Ado About Nothing              | Бальтазар                            |
| 1990—1991 | с  | Телевезійна служба новин                 | E.N.G.                              | ім'я персонажа невідомо              |
| 1992      | с  | Вулиці правосуддя                        | Street Justice                      | Ерік Ротман                          |
| 1992      | ф  | Загублений світ                          | The Lost World                      | Едвард Мелоун                        |
| 1992      | ф  | Повернення у загублений світ             | Return To The Lost World            | Едвард Мелоун                        |
| 1992—1993 | с  | Комісар поліції                          | The Commish                         | Денні Нолан/Тед Екелс                |
| 1993      | тф | Подвійний, подвійний труд і неприємності | Double, Double, Toil and Trouble    | Дон Фармер                           |
| 1994      | тф | Людина, яка не померла б                 | The Man Who Wouldn't Die            | Джек Саліван                         |
| 1996      | с  | Горець                                   | Highlander                          | Меттью Маккормік                     |
| 1996      | с  | Діагноз: Вбивство                        | Diagnosis: Murder                   | Бойд Меррік                          |
| 1997      | ф  | Виключення з правил                      | Exception to the Rule               | Тімоті Бейер                         |
| 1997      | тф | Сім'я напрокат                           | Borrowed Hearts                     | Сем Філд                             |
| 1997      | с  | За межею можливого                       | The Outer Limits                    | Джон Вьорджил                        |
| 1997      | с  | Салон Вероніки                           | Veronica's Closet                   | Гріффін                              |
| 1998      | ф  | Святоша                                  | Holy Man                            | Скотт Хоукс                          |
| 1998      | с  | Еллі Макбіл                              | Ally McBeal                         | Кевін Кеплер                         |
| 1998      | ф  | Фан-клуб                                 | Free Enterprise                     | Марк                                 |
| 1998—2006 | с  | Вілл та Грейс                            | Will & Grace                        | Вілл Труман                          |
| 2000      | тф | Історія Одрі Гепберн                     | The Audrey Hepburn Story            | Мел Феррер                           |
| 2004      | с  | Мертві, як я                             | Dead Like Me                        | Рей Саммерс                          |
| 2005      | ф  | Сестри                                   | The Sisters                         | Гері Сокол                           |
| 2008      | с  | Штамм «Андромеда»                        | The Andromeda Strain                | Джек Неш                             |
| 2008      | мф | Мігранти                                 | Immigrants                          | Влад                                 |
| 2008      | с  | Детектив Монк                            | Monk                                | Джеймс Новак                         |
| 2009      | с  | Довірся мені                             | Trust Me                            | Мейсон Макгуайр                      |
| 2009      | ф  | Інопланетне вторгнення                   | Alien Trespass                      | Тед Льюїс/Урп                        |
| 2009      | ф  | Мій єдиний                               | My One and Only                     | Чарлі                                |
| 2009      | с  | Закон і порядок: Спеціальний корпус      | Law & Order: Special Victims Unit   | Венс Шепард                          |
| 2009—2010 | с  | Нові пригоди старої Крістін              | The New Adventures of Old Christine | Макс Кершоу                          |
| 2012—2014 | с  | сприйняття                               | Perception                          | Деніел Пірс                          |
| 2016—2018 | с  | мандрівники                              | Travelers                           | спеціальний агент ФБР Грант Макларен |

## Нагороди та номінації
| Рік                 | Премія                                | Категорія                                                          | Робота | Результат |
| ------------------- | ------------------------------------- | ------------------------------------------------------------------ | --- | --------- |
| 2000                | Еммі                                  | Найкраща чоловіча роль у комедійному телесеріалі                   | Вілл та Грейс \| style="background: #FDD; color: black; vertical-align: middle; text-align: center; " class="no table-no2"\|Номінація |           |
| 2000                | Золотий глобус                        | Найкраща чоловіча роль у телевізійному серіалі — комедія чи мюзикл | style="background: #FDD; color: black; vertical-align: middle; text-align: center; " class="no table-no2"\|Номінація                  |           |
| 2000                | Премія «Супутник»                     | Найкраща чоловіча роль у телевізійному серіалі — комедія чи мюзикл | style="background: #FDD; color: black; vertical-align: middle; text-align: center; " class="no table-no2"\|Номінація                  |           |
| 2000                | Viewers For Quality Television Awards | Best Actor in a Quality Comedy Series                              | style="background: #FDD; color: black; vertical-align: middle; text-align: center; " class="no table-no2"\|Номінація                  |           |
| 2001                | Еммі                                  | Найкраща чоловіча роль у комедійному телесеріалі                   | style="background: #99FF99; color: black; vertical-align: middle; text-align: center; " class="yes table-yes2"\|Перемога              |           |
| 2001                | Золотий глобус                        | Найкраща чоловіча роль у телевізійному серіалі — комедія чи мюзикл | style="background: #FDD; color: black; vertical-align: middle; text-align: center; " class="no table-no2"\|Номінація                  |           |
| 2001                | Премія Гільдії кіноакторів США        | Найкращий акторський склад у комедійному серіалі                   | style="background: #99FF99; color: black; vertical-align: middle; text-align: center; " class="yes table-yes2"\|Перемога              |           |
| 2001                | Teen Choice Award                     | Television Choice Actor                                            | style="background: #FDD; color: black; vertical-align: middle; text-align: center; " class="no table-no2"\|Номінація                  |           |
| 2002                | Золотий глобус                        | Найкраща чоловіча роль у телевізійному серіалі — комедія чи мюзикл | style="background: #FDD; color: black; vertical-align: middle; text-align: center; " class="no table-no2"\|Номінація                  |           |
| 2002                | Супутникова нагорода                  | Найкраща чоловіча роль у телевізійному серіалі — комедія чи мюзикл | style="background: #FDD; color: black; vertical-align: middle; text-align: center; " class="no table-no2"\|Номінація                  |           |
| 2002                | Премія Гільдії кіноакторів США        | Найкращий акторський склад у комедійному серіалі                   | style="background: #FDD; color: black; vertical-align: middle; text-align: center; " class="no table-no2"\|Номінація                  |           |
| 2003                | Еммі                                  | Найкраща чоловіча роль у комедійному телесеріалі                   | style="background: #FDD; color: black; vertical-align: middle; text-align: center; " class="no table-no2"\|Номінація                  |           |
| 2003                | Золотий глобус                        | Найкраща чоловіча роль у телевізійному серіалі — комедія чи мюзикл | style="background: #FDD; color: black; vertical-align: middle; text-align: center; " class="no table-no2"\|Номінація                  |           |
| 2003                | Супутникова нагорода                  | Найкраща чоловіча роль у телевізійному серіалі — комедія чи мюзикл | style="background: #FDD; color: black; vertical-align: middle; text-align: center; " class="no table-no2"\|Номінація                  |           |
| 2003                | Премія Гільдії кіноакторів США        | Найкращий акторський склад у комедійному серіалі                   | style="background: #FDD; color: black; vertical-align: middle; text-align: center; " class="no table-no2"\|Номінація                  |           |
| 2004                | Золотий глобус                        | Найкраща чоловіча роль у телевізійному серіалі — комедія чи мюзикл | style="background: #FDD; color: black; vertical-align: middle; text-align: center; " class="no table-no2"\|Номінація                  |           |
| 2004                | Супутникова нагорода                  | Найкраща чоловіча роль у телевізійному серіалі — комедія чи мюзикл | style="background: #FDD; color: black; vertical-align: middle; text-align: center; " class="no table-no2"\|Номінація                  |           |
| 2004                | Премія Гільдії кіноакторів США        | Найкращий акторський склад у комедійному серіалі                   | style="background: #FDD; color: black; vertical-align: middle; text-align: center; " class="no table-no2"\|Номінація                  |           |
| 2005                | Еммі                                  | Найкраща чоловіча роль у комедійному телесеріалі                   | style="background: #FDD; color: black; vertical-align: middle; text-align: center; " class="no table-no2"\|Номінація                  |           |
| 2005                | Премія Гільдії кіноакторів США        | Найкращий акторський склад у комедійному серіалі                   | style="background: #FDD; color: black; vertical-align: middle; text-align: center; " class="no table-no2"\|Номінація                  |           |
| 2018                | Золотий глобус                        | Найкраща чоловіча роль у телевізійному серіалі — комедія чи мюзикл | style="background: #FDD; color: black; vertical-align: middle; text-align: center; " class="no table-no2"\|Номінація                  |           |
| (Джерело: IMDb.com) |                                       |                                                                    | |           |